# 高浜駅 (愛媛県)
高浜駅（たかはまえき）は、愛媛県松山市高浜町1丁目にある、伊予鉄道高浜線の駅で同線の終着駅である。駅番号はIY01。

## 歴史
- 1892年（明治25年）5月1日：開業[4][2]。
- 1905年（明治38年）1月10日：駅舎を483メートル北の現在地へ移転[4][5]。
- 2015年（平成27年）7月1日：発車メロディが新曲「リズム」に変更[6]。

## 駅構造
単式ホーム1面1線で側線を有する地上駅で、有人駅である。かつては相対式ホーム2面2線だった。駅舎裏からわずかに伸びる線路は、かつて昼間にラッシュ時増結用車両の留置線として使用されていた。また側線がある。
現駅舎については「現在の位置に高浜駅が移転した1905年（明治38年）に完成した」とする説と「昭和初期以降に建て替えられた」とする説があり、伊予鉄の公式サイトでも双方が掲載されており真相ははっきりしない。現存する駅舎は2008年（平成20年）に解体された旧三津駅と同様に、駅屋根部分にアール・ヌーヴォー調のデザインが施されていたが、西側はのちに壁が上塗りされ、駅東側のみにその特徴が残っている。また、2013年（平成25年）に公開された映画『真夏の方程式』では、当駅の駅舎が使用されている（劇中では「玻璃ヶ浦駅」として登場）。また、高浜線内での旧型駅舎としては唯一の駅。
駅舎外には駅売店があり弁当や飲み物、雑誌類などを扱っている。忽那諸島には書店がない島もあることから通常の駅売店に比べて書籍や雑誌類の取り扱いが多い。2020年（令和2年）現在、トイレは水洗化されている。
なお、駅北口には松山観光港への連絡バスのりばがあり、駅構内とは連絡通路によって結ばれている。

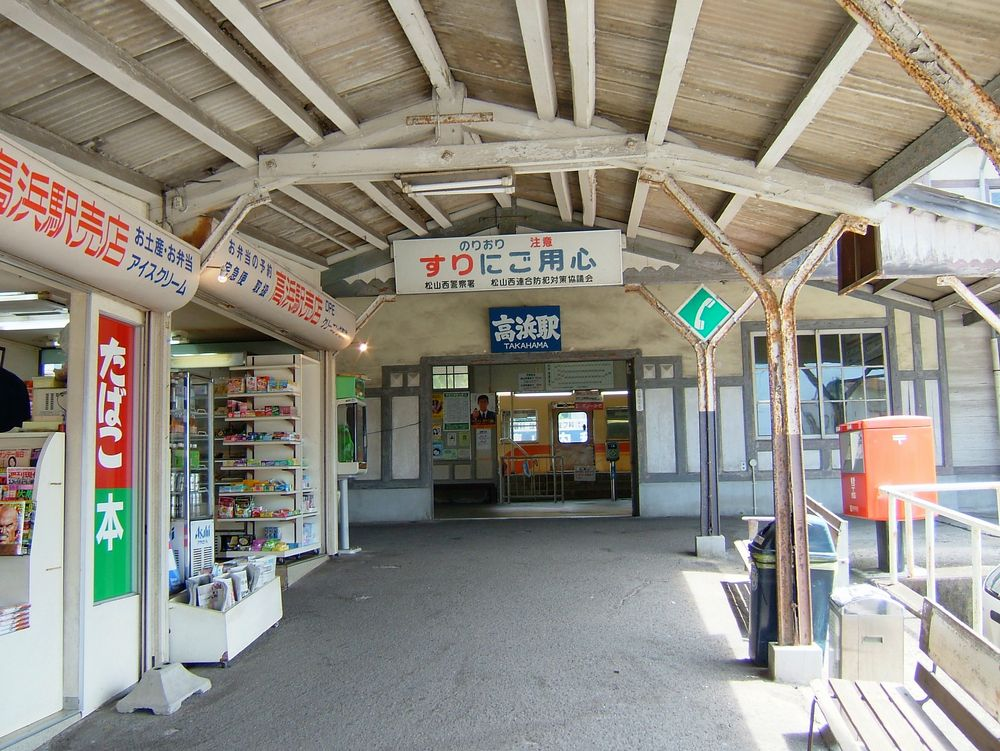
駅正面口（西側）左手に売店がある
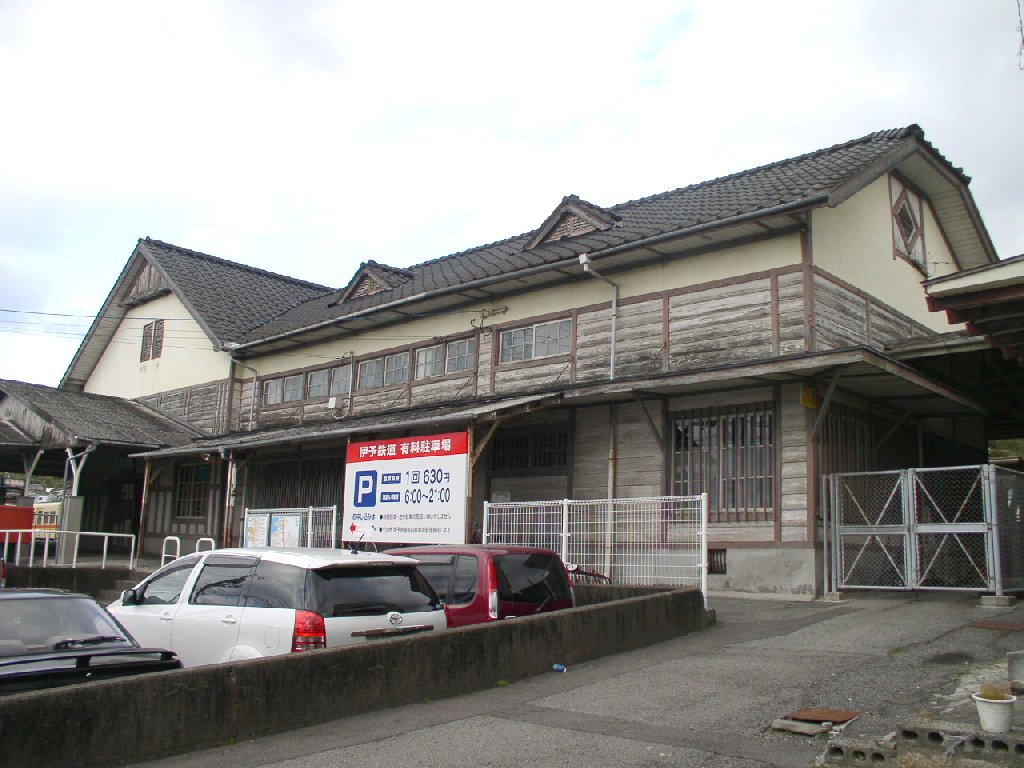
駅移転時に建築された木造駅舎
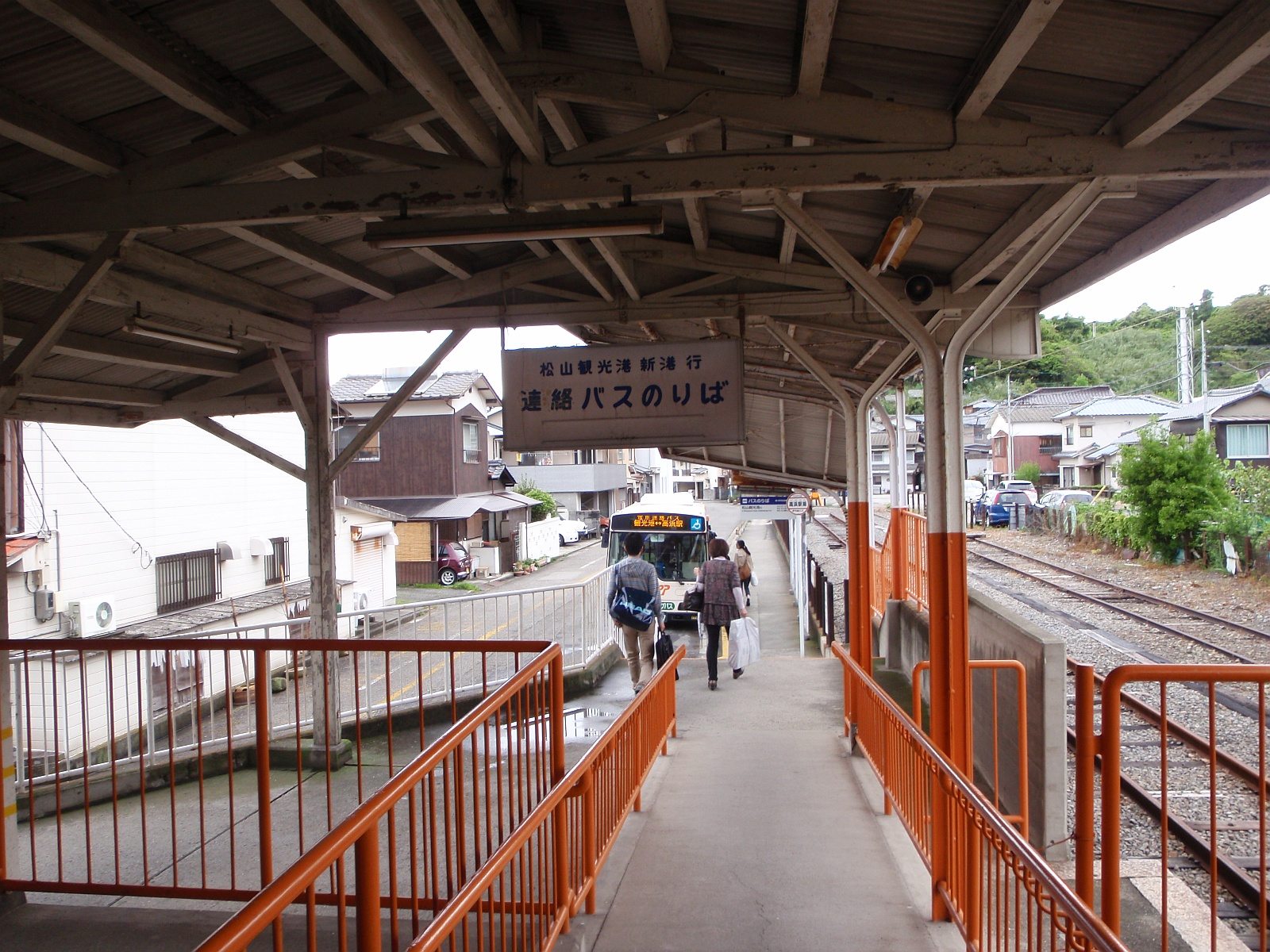
駅構内から見た連絡バスのりば
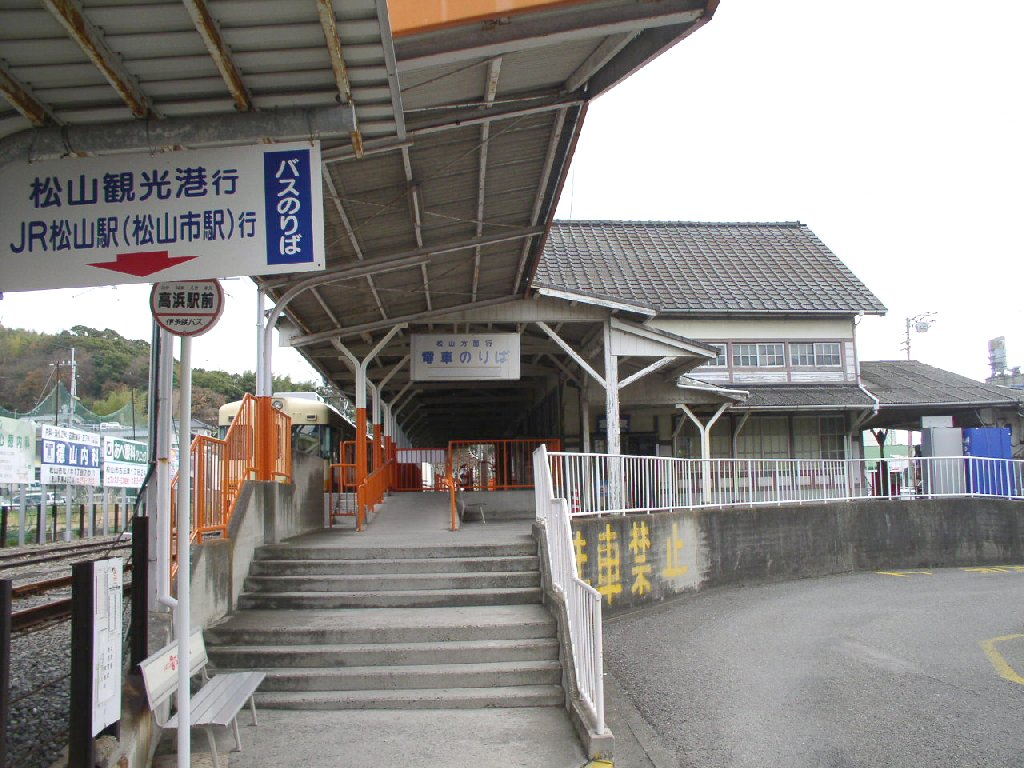
駅北口にある連絡バス乗場
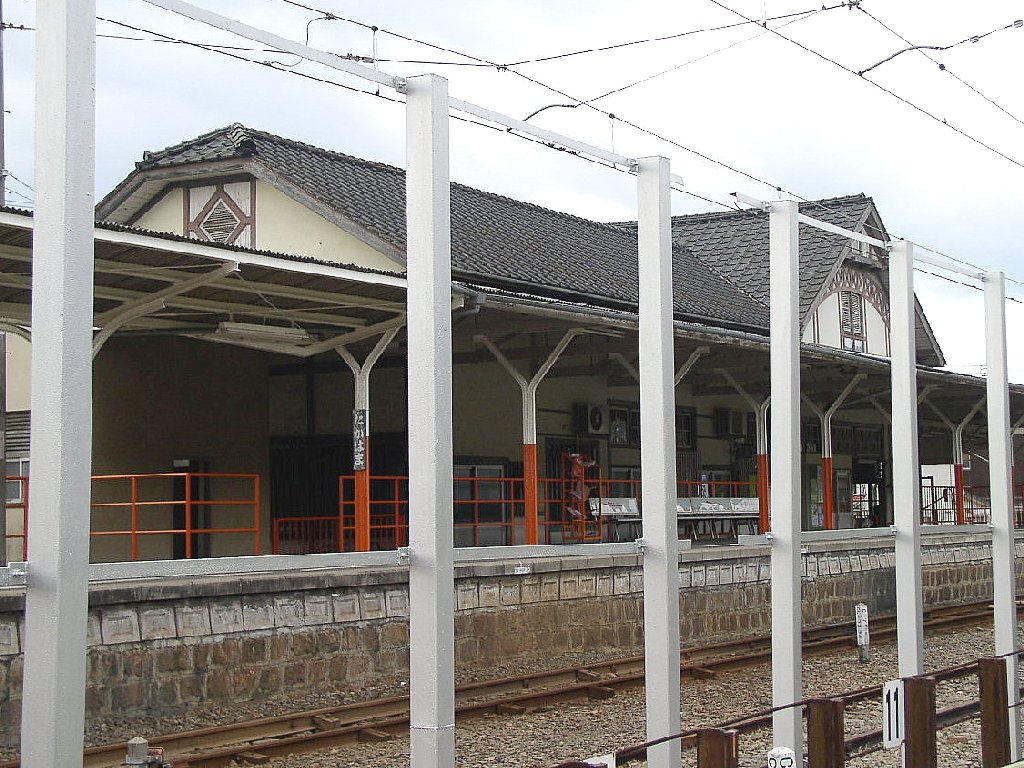
ホーム側（旧三津駅と同様のデザインが見られる）
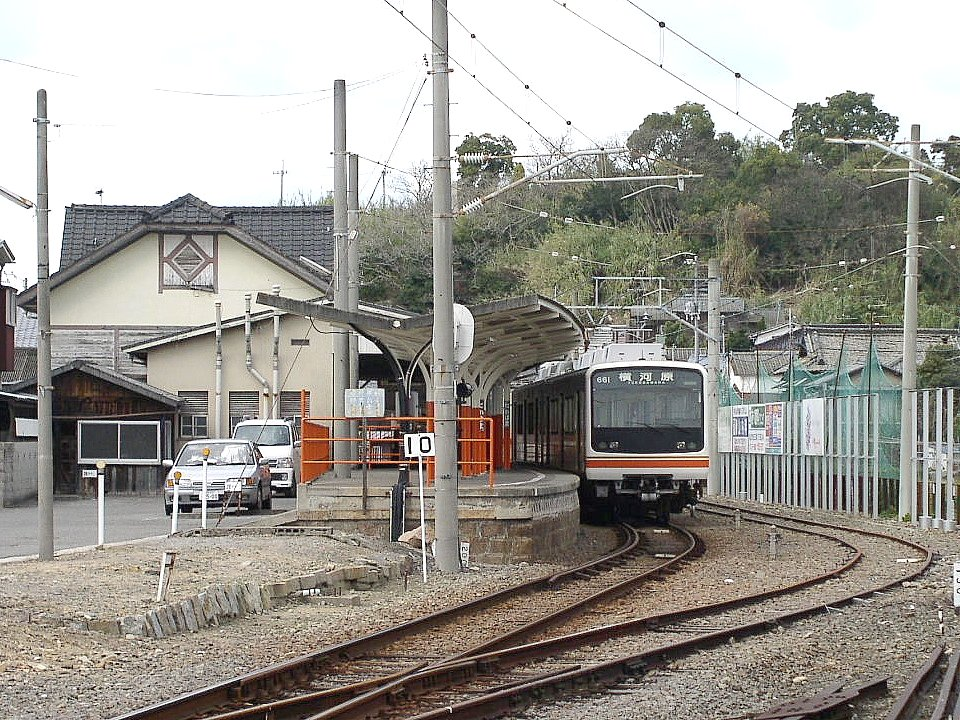
駅南側とホーム
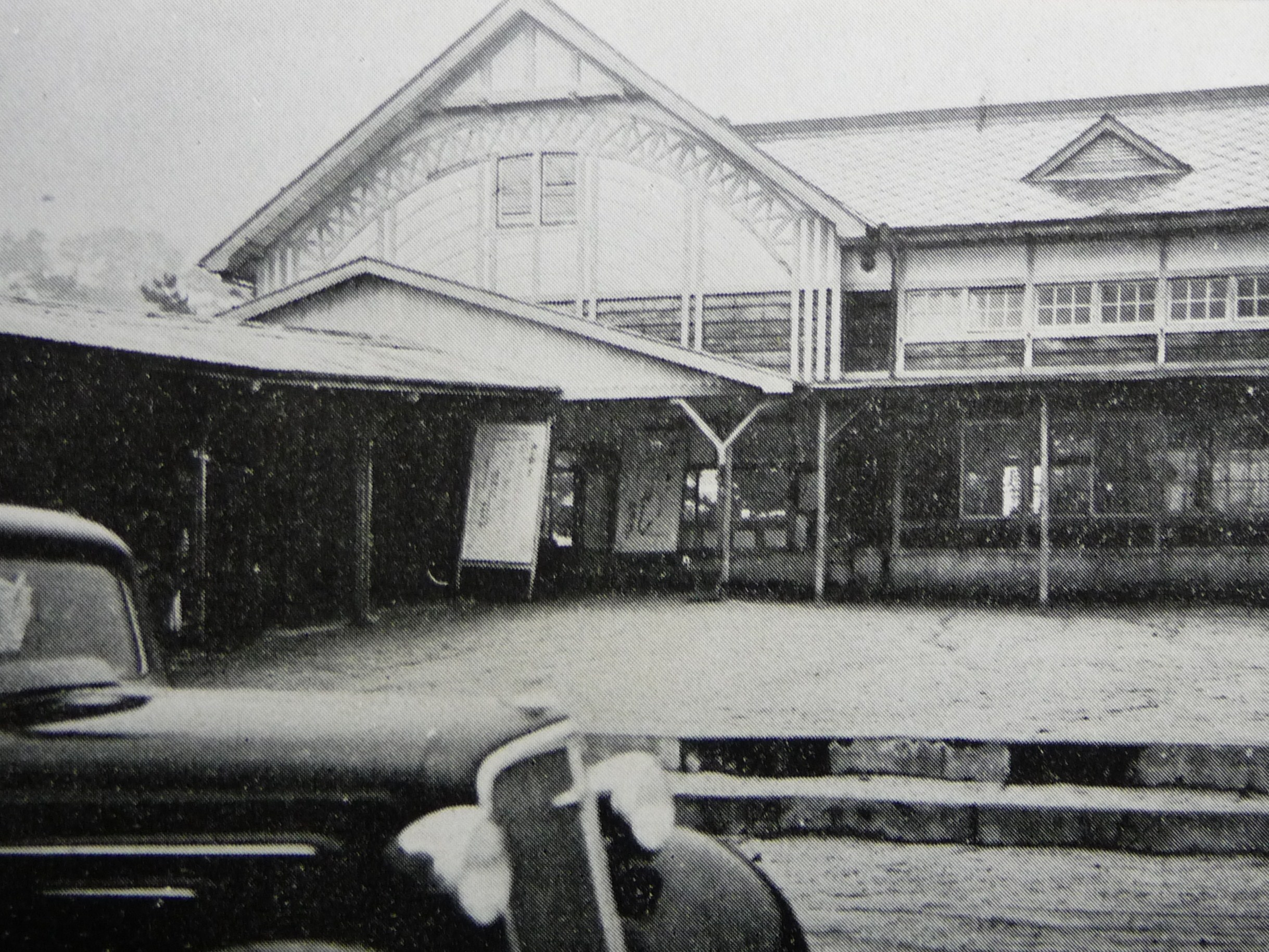
1930（昭和5）年頃の高浜駅

## 利用状況
2008年（平成20年）の発着人員は1日あたりおよそ1500人であり、1998年（平成10年）の2200人と比較して減少している。これは高浜線内各駅で最大の減少数・減少率である。一方、ここ数年は横ばいか微増と回復傾向に転じている。

## 駅周辺
駅前の道路をはさんで、興居島や忽那諸島方面へのフェリー・高速船が発着する高浜港があり、駅の正面から桟橋や可動橋が見える。また、県道に沿って約600メートル北側に松山観光港があり、広島・呉へのフェリーや高速船が発着する。
- 高浜港（興居島方面、忽那諸島[3]、中島[13]行き）
- 松山観光港（呉・広島行き） - 連絡バスが運行されている。
- 高浜郵便局

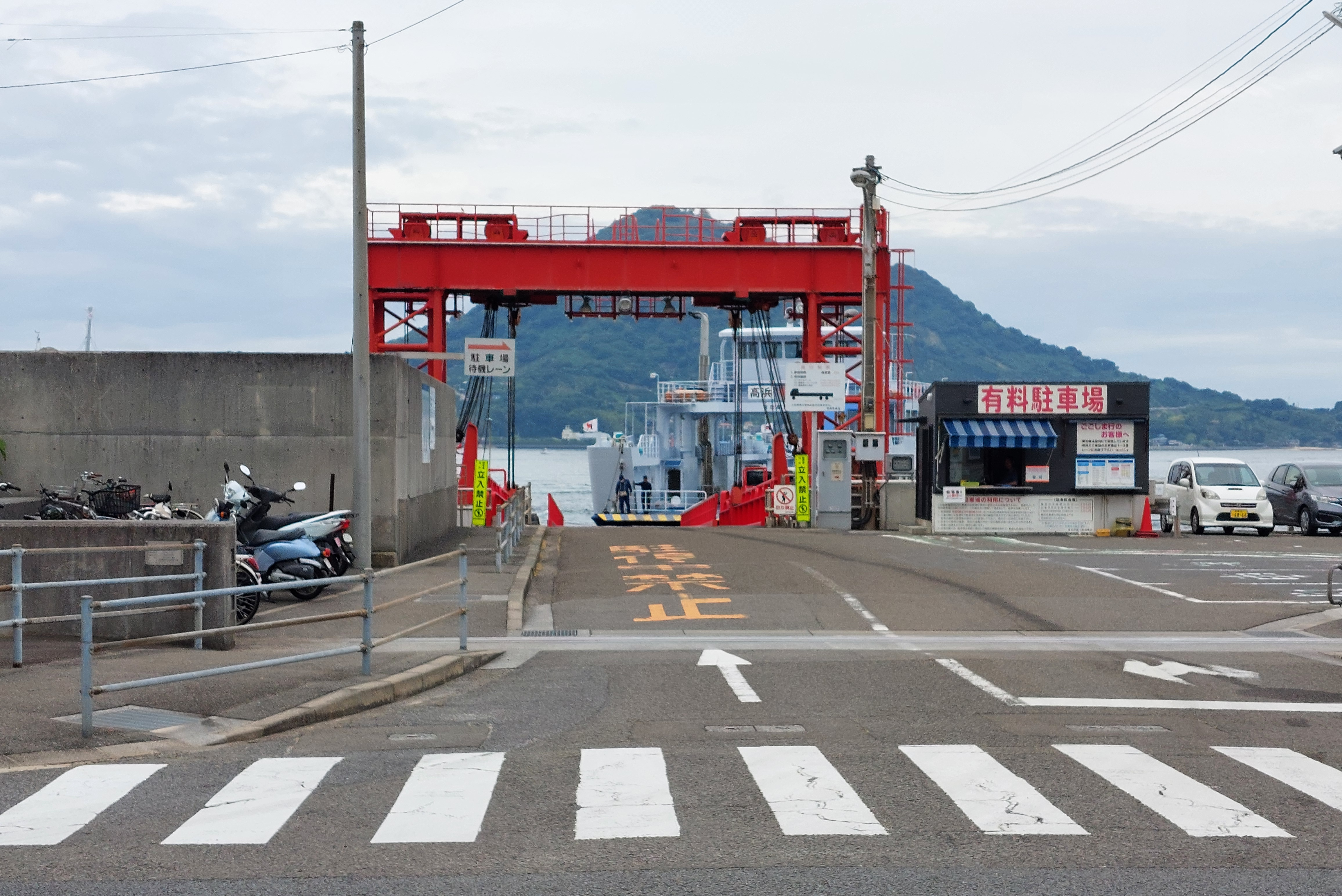
駅前より見た高浜港

## バス路線
駅北口に「高浜駅前」停留所があり、松山観光港への連絡バス（直行）が伊予鉄バスによって運行されている。

## 隣の駅
伊予鉄道
■高浜線
（松山観光港） - 高浜駅 (IY01) - 梅津寺駅 (IY02)
- 鉄道駅ではないが、松山観光港にも駅番号（IY00）が与えられている。